# Etiopía en los Juegos Olímpicos de México 1968
Etiopía estuvo representada en los Juegos Olímpicos de México 1968 por un total de 18 deportistas que compitieron en 3 deportes.  
El portador de la bandera en la ceremonia de apertura fue el atleta Abebe Bikila.

## Medallistas
El equipo olímpico etíope obtuvo las siguientes medallas:
| Nombre     | Deporte   | Competición |
| ---------- | --------- | ----------- |
| Oro        |           |             |
| Mamo Wolde | Atletismo | Maratón M   |
| Plata      |           |             |
| Mamo Wolde | Atletismo | 10 000 m M  |
| Bronce     |           |             |
| —          |           |             |